# Ferrán Marín Ramos
Ferran Marín i Ramos (Tarragona, 1974) editor y escritor español en aragonés, castellano y catalán. Ha pasado la mayor parte de su vida en Constantí, es diplomado en Trabajo Social, ha sido miembro de la Reial Societat Arqueológica Tarraconense, del Consello d'a Fabla Aragonesa y de la Asociación Catalana de Esperanto (Kataluna Esperanto Asocio), dirigió la editorial "O Limaco Edizions", especializada en lenguas minoritarias. Fundador de Ambista, rebista de patrimonio cultural aragonés con inserciones en lengua aragonesa. Ha presidido la Asociación Cultural "Banzo Azcón", de Luna (Zaragoza), para la difusión y conservación del patrimonio arquitectónico de dicha localidad. En la actualidad dirige  Valdelibros Ediciones, especializada en Humanidades, Patrimonio Cultural y Lenguas Minoriotarias y es gestor de proyectos en Cals d'Aragón, una empresa cultural dedicada a la puesta en valor del patrimonio cultural judío aragonés.

## Obra
- Historia del pío hospital de pobres de Constantí, Centre d'Estudis de Constatí, 1995, descargable desde www.academia.edu.
- Aportaciones al estudio arquitectónico de la ermita de Sant Llorenç i Santa Llúcia, Centre d'Estudis de Constantí, 1997.
- Gastó de Constantí,[2]  finalista en los VIII Premis Literaris Vila de Calafell, 1998, Centre d'Estudis de Constantí, 2017.
- Fabla!, Ruxiada, Rebista d'a Colla de Fablans d'o Sur d'Aragón, 2000.
- Lorién de Borbuén, O Limaco Edizions, 2003.
- L'Arca de les Tres Claus | L'Arca d'as Tres Claus (relato bilingüe para el libro colectivo de la XIV Trobada d'escritors en o Pirineo), Capíscol-Relats dels Pirineus | Capiscol-Relatos d'a Bal de Tena, doble edición en catalán y aragonés, Editorial Proa y Consello d'a Fabla Aragonesa, 2008.
- Reflexiones en torno al aragonés de Luna, descargable desde www.academia.edu, 2009.
- Guía rápida de uso de yWriter5, descargable desde Spacejock Software, 2009.
- Lorién de Borbuén, edición digital corregida en formato Epub, Valdelibros Ediciones, 2013.
- Gramática básica del judeoespañol,[3] Ediciones Camelot, 2014.
- La Mora Encantada, adaptación teatral de la leyenda popular de Bulbuente (Campo de Borja), Ayuntamiento de Bulbuente, 2014.